# 1998 QK56
1998 QK56 är en asteroid i huvudbältet som upptäcktes den 28 augusti 1998 av LINEAR i Socorro County, New Mexico.
Asteroiden har en diameter på ungefär 0,5 kilometer och den tillhör asteroidgruppen Apollo.